# De codekraker
 De Codekraker  is een populair wetenschappelijk verslag door Walter Isaacson van het baanbrekende werk van twee vrouwen, Jennifer Doudna en Emmanuelle Charpentier, die samen in 2020 de Nobelprijs voor de Scheikunde ontvingen.

## Indeling
Het boek is ingedeeld in 9 delen. Het bevat bovendien een inleiding, een epiloog, een dankbetuiging, noten, een illustratieverantwoording en een register.
1. De oorsprong van het leven. (Het  RNA)
2. CRISPR (Doudna en Charpentier ontmoeten elkaar)
3. Genbewerking (octrooi-oorlog[2])
4. CRISPR in actie (anti-CRISPR gemaakt door virussen[3])
5. Openbare wetenschapper (de film Gattaca , maar ook kiembaanbewerking)
6. CRISPR-Baby’s (Lulu&Nana)
7. De morele vragen (medische behandeling en/of verbetering genoom?)
8. Berichten van het front (de auteur trekt zelf een witte jas aan en manipuleert een genoom)
9. Coronavirus (Laatste hoofdstuk: Nobelprijs)

Epiloog. Bacteriën leren ons met CRISPR virussen te vernietigen.

## Hoofdpersonen
Jennifer Doudna en Emmanuelle Charpentier ontdekten de mogelijkheid om de genetische code, het genoom, van het ongeboren leven voor en na de geboorte genetisch te veranderen.
Het Nobelprijs comité stelde dat zij samen de code van het leven hebben 'herschreven'.

## Thematiek
Deze onderzoekers ontdekten hoe het menselijke genoom kan worden bewerkt. Zij vonden een ingang door te kijken hoe in de miljoenen eeuwen voorafgaand bacteriën zich verdedigden tegen virussen, de zogenaamde bacteriofagen, bacterie-eters. Ze slaan een  stukje van de genetische code van het virus, CRISPR, op in hun eigen DNA. Als het virus opnieuw aanviel werd het herkend en met behulp van een Cas-enzym, kapot geknipt.
Met behulp van een van de velen Cas-enzymen, het bekendste is het Cas9, kan zo ook in de DNA-structuur worden ingegrepen, ook bij mensen.
Hiermee zouden genetische missers van de natuur kunnen worden gecorrigeerd, maar ook is het al mogelijk gebleken, embryo’s voor de implantatie in de baarmoeder te bewerken.
Omdat dit nog steeds een omstreden medisch-ethische kwestie is, werd de eerste die in China een dergelijk experiment uitvoerde op 3 ongeboren meisjes, veroordeeld. Deze Chinese wetenschapper He Jiankui zette lopende de ethische discussies 3 gemodificeerde CRISPR-baby's op de wereld en werd in China veroordeeld tot 3 jaar gevangenisstraf en een levenslang beroepsverbod wegens illegaal medisch handelen.

## Toepasbaarheid
De auteur vergelijkt het ontdekken van deze methode om het menselijk genoom te bewerken met 2 grote andere uitvindingen in de vorige eeuw.
- Kernsplitsing (het atoom). Baanbrekend maar alleen toepasbaar in hoog gekwalificeerde centra van de wetenschap.
- De personal computer. (de bit). De computer begon echter na zijn ontdekking in grote streng bewaakte wetenschappelijke centra, maar is inmiddels gemeengoed. De bit bestaat uit 2 cijfers, DNA en RNA uit vier letters als afkorting van de 5 nucleobasen.

Om de toepasbaarheid van het genoom-bewerken met CRISPR-Cas trok de auteur een paar dagen een witte laboratoriumjas aan en deed zelf experimenten. Zijn conclusie was dat het bewerken van je eigen genoom en dat van je nageslacht in de toekomst makkelijker zal worden dan de techniek van de kernsplitsing maar wat lastiger dan het omgaan met je eigen computer.

## Coronapandemie
In 2020 kwam het fundamentele onderzoek van het verdedigingsmechanisme tegen virussen in een wel heel actueel daglicht te staan door de aanval een nieuwe variant van het coronavirus. Het jaar van toekenning van de Nobelprijs kreeg zo ook een historisch anker.